# Internationales Privatrecht
Das internationale Privatrecht (Abkürzung: IPR) beschäftigt sich mit der Frage, welche nationale Rechtsordnung auf einen rechtlichen Sachverhalt anzuwenden ist, der Bezüge zu den Rechtsordnungen mehrerer Staaten aufweist.  
Es ist vom materiellen Recht abzugrenzen, das rechtliche Sachverhalte mit Bezügen zu mehreren Rechtsordnungen unmittelbar regelt. Hierzu zählen zum Beispiel Rechtsvorschriften für Im- und Exportverträge. Es ist außerdem vom materiellen Recht abzugrenzen, das länderübergreifend, d. h. in mehreren Rechtsordnungen gilt. Dazu gehört etwa das einheitliche UN-Kaufrecht. Zu unterscheiden ist das IPR schließlich von anderen Kollisionsrechten wie zum Beispiel dem internationalen Strafrecht und dem internationalen Steuerrecht.   

## Kollisionsrecht und Sachrecht
Die auch für Juristen komplizierte Materie ist regelmäßig dann anwendbar, wenn durch Auslandsberührung verschiedene Rechtsordnungen aufeinandertreffen (kollidieren). Die jeweilige Kollisionsnorm bestimmt dann entweder die anzuwendende Sachnorm, oder verweist auf die Kollisionsnorm eines anderen Staates; in letzteren Fällen ergibt sich die Möglichkeiten der Rückverweisung und der Weiterverweisung. Dabei unterscheidet man zwischen der unvollkommenen und vollkommenen Kollisionsnorm.
- die unvollkommene (oder einseitige) Kollisionsnorm nimmt zu der Frage Stellung, wann das eigene nationale Recht zur Anwendung kommt,
- die vollkommene (oder beidseitige) Kollisionsnorm hingegen äußert sich auch zu der Frage, ob und welches fremde Recht anzuwenden ist.

## Nationales Recht
Anders als es die Bezeichnung nahelegt, ist das internationale Privatrecht nicht internationales, sondern nationales innerstaatliches Recht. Jede staatliche Rechtsordnung hat deshalb ihr eigenes internationales Privatrecht (wobei das IPR innerhalb der EU weitgehend vereinheitlicht wurde). Dem nationalen Gesetzgeber ist der jeweilige Anknüpfungspunkt freigestellt, so dass ein Rechtsverhältnis nach dem jeweiligen internationalen Privatrecht eines Staates unterschiedlichen – sogar gegensätzlichen – Sachnormen unterliegen kann.

## Rechtslage in einzelnen Ländern
Zur Rechtslage in einzelnen Ländern siehe:
- Internationales Privatrecht (Deutschland)
- Internationales Privatrecht (Europäische Union)
- Internationales Privatrecht (Frankreich)
- Internationales Privatrecht (Österreich)
- Internationales Privatrecht (Schweiz)
- Conflict of Laws (Vereinigte Staaten von Amerika)
- Conflict of laws (England und Wales)